# Montierchaume
Montierchaume é uma comuna francesa na região administrativa do Centro, no departamento Indre. Estende-se por uma área de 37,28 km². Em 2010 a comuna tinha 1 834 habitantes (densidade: 49,2 hab./km²).